# 加姆薩爾 (塞姆南省)

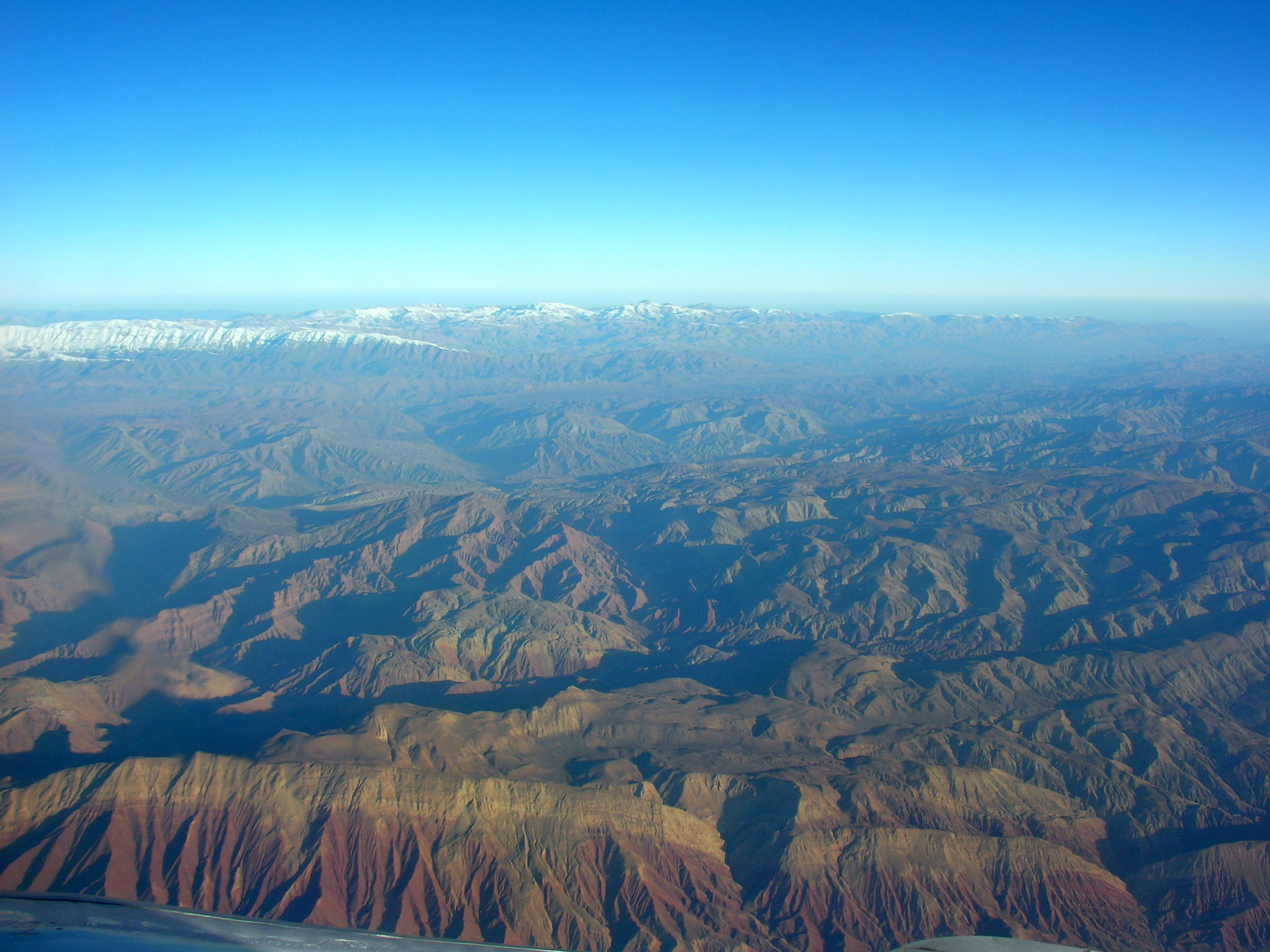

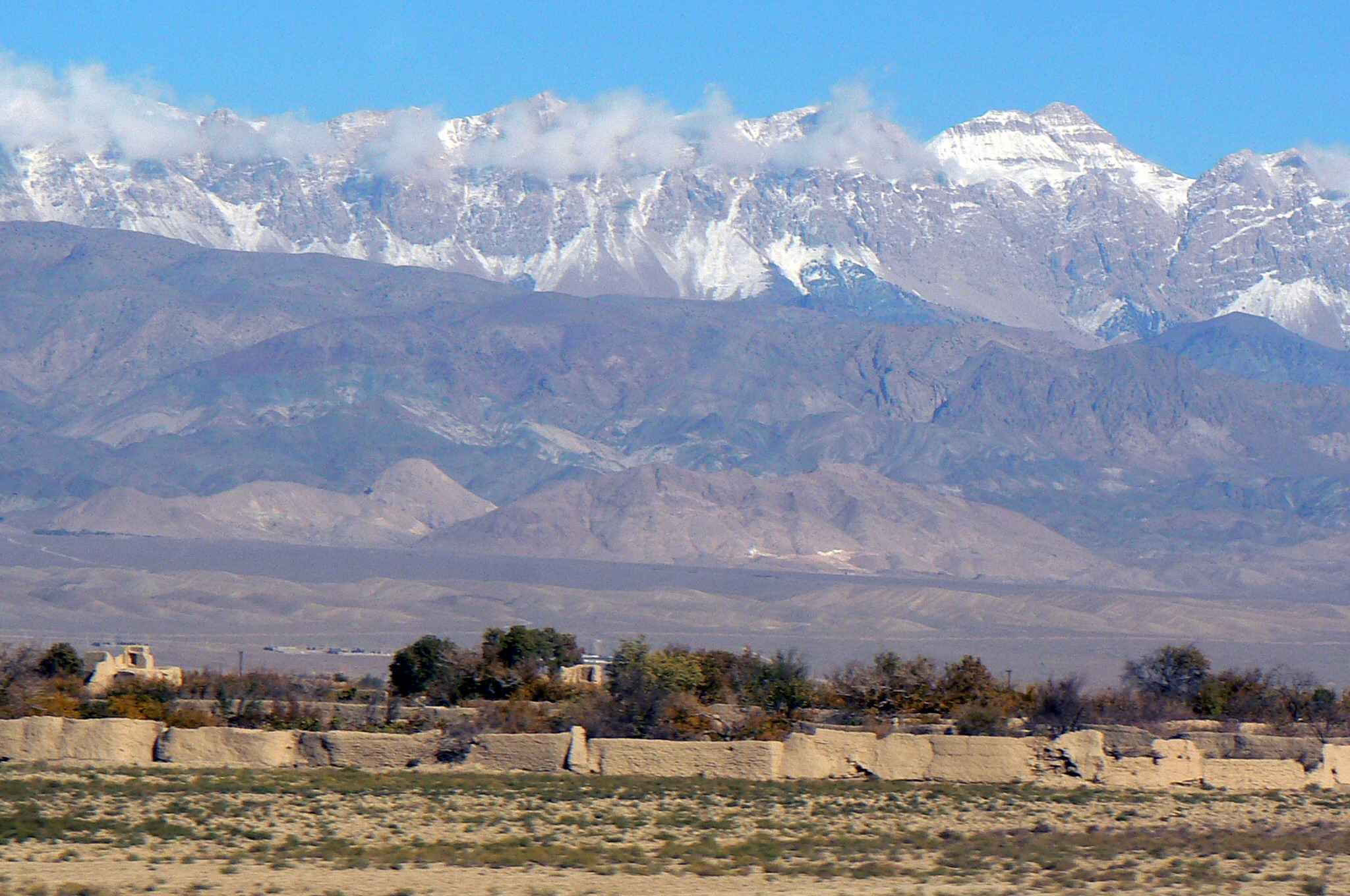

加姆薩爾是伊朗的城市，位於該國西部卡維爾鹽漠邊緣，由塞姆南省負責管轄，處於首都德黑蘭東南82公里，海拔高度861米，2012年人口45,476。

## 外部連結
- Official website of Islamic Azad University of Garmsar